# Steven Zaillian
Steven Ernest Bernard Zaillian, född 30 januari 1953 i Fresno i Kalifornien, är en amerikansk manusförfattare, filmproducent och regissör.
Zaillian vann 1994 en Oscar för bästa manus efter förlaga för sitt manus till Schindler's List. Han har varit nominerad ytterligare tre gånger för Uppvaknanden (1990), Gangs of New York (2002) och Moneyball (2011). För Gangs of New York nominerades han för bästa originalmanus och de andra tre i kategorin Bästa manus baserat på förlaga. För manuset till Schindler's List vann han även en Golden Globe samt en BAFTA Award. Han har även skrivit manus till uppmärksammade filmer som Mission: Impossible (1996) och The Girl with the Dragon Tattoo (2011).
Som regissör har Zaillian bland annat gjort filmerna A Civil Action (1998) med John Travolta och Alla kungens män  (2006) med Sean Penn.
Steven Zaillian tog examen från San Francisco State University 1975. Han är av armenisk härkomst och är bosatt i Los Angeles med sin fru och två barn.

## Filmografi i urval
Manusförfattare om inget annat angett.
- 1985 – Falken och snömannen
- 1990 – Uppvaknanden
- 1993 – Schindler's List
- 1993 – Jack the Bear
- 1993 – Oskyldiga drag (regi och manus)
- 1994 – Påtaglig fara
- 1996 – Mission: Impossible
- 1998 – A Civil Action (regi och manus)
- 2001 – Hannibal
- 2002 – Gangs of New York
- 2005 – Tolken
- 2006 – Alla kungens män (regi och manus)
- 2007 – American Gangster
- 2011 – Moneyball
- 2011 – The Girl with the Dragon Tattoo
- 2019 – The Irishman